# ロッド・マーティン
ロッド・マーティン（Rod Martin, 1954年4月7日- ）はウェストバージニア州ウェルチ出身の元アメリカンフットボール選手。NFLのオークランド/ロサンゼルス・レイダースで1977年から1988年までプレーした。ポジションはラインバッカー。

## 経歴
ハミルトン高校に通った。ロサンゼルス・シティ・カレッジから南カリフォルニア大学に転校し、1976年にはオールパシフィック・テン・カンファレンスに選出された。
1977年のNFLドラフトの12巡目でオークランド・レイダースに指名されて入団したが、サイズの小さかった彼はプレシーズンにサンフランシスコ・フォーティナイナーズにトレードされ2週間後に解雇された。その後、カンザスシティ・チーフス、タンパベイ・バッカニアーズ、シカゴ・ベアーズ、マイアミ・ドルフィンズとの契約を目指したが果たせなかった。その年終盤、けが人が出たレイダースと契約した。この年は1試合のみ出場した。1978年にはインサイドラインバッカーとして9試合に先発出場した。1980年にアウトサイドラインバッカーとして起用されチーム1のタックルをあげた。1979年は全試合に先発出場したが、1980年は6試合で先発を外れた。
12年間のキャリアの中でスーパーボウル優勝を2度経験している。第15回スーパーボウルではフィラデルフィア・イーグルスの先発QBロン・ジャウォースキーからスーパーボウル記録となる1試合3個のインターセプトを奪った。この記録は1試合でのインターセプト新記録であっただけでなく、チャック・ハウリーの持つスーパーボウルの通算タイ記録にもなった。後にラリー･ブラウンもこの記録に並んだ。
1983年には4インターセプト、6サックをあげ、NFLトップの2インターセプトリターンTDをあげた。AFCチャンピオンシップゲームでは1サックをあげた。第18回スーパーボウルではワシントン・レッドスキンズに第2Q自陣7ヤードまで攻め込まれたところ、第3ダウンでのパスをブロックした。第3Q終わりには第4ダウン残り1ヤードの状況でジョン・リギンズにタックルしノーゲインに抑えた。
1984年11月18日のカンザスシティ・チーフス戦では77ヤードのファンブルリカバーTDをあげた。この年自己ベストの11サックをあげて、オールプロファーストチームに選ばれた。
1988年シーズン終了後、現役引退を決断した。
12年間のキャリアで通算14インターセプトで224ヤードリターンし、4回タッチダウン、10回のファンブルリカバーで122ヤードをリターンし2タッチダウン、キャリア5年目の1982年から公式記録となったQBサックは33.5回記録している。また1983年と1984年にはプロボウルに選出された。
現役引退後彼は南カリフォルニア大学の情報科学研究所でプログラマー、テクニカルマネージャーを行っている。

## 人物
チームメートのテッド・ヘンドリクスによればマンカバーに優れていた。
第15回スーパーボウルの試合開始前、レスター・ヘイズと共にボールを確保しやすいようにスティッカムを塗っている。